# 마주희
마주희는 대한민국의 각본가다.

## 방송
| 연도 | 방송사 | 제목             | 담당 | 비고       |
| ---- | ------ | ---------------- | ---- | ---------- |
| 2007 | SBS    | 8월에 내리는 눈  | 극본 | 금요드라마 |
| 2011 | SBS    | 당신이 잠든 사이 | 극본 | 일일드라마 |
| 2014 | SBS    | 나만의 당신      | 극본 | 아침드라마 |
| 2015 | SBS    | 돌아온 황금복    | 극본 | 일일드라마 |
| 2017 | MBC    | 돌아온 복단지    | 극본 | 일일드라마 |
| 2020 | KBS2   | 위험한 약속      | 극본 | 일일드라마 |